# 神宮外苑花火大会
神宮外苑花火大会（じんぐうがいえんはなびたいかい）は、毎年8月に東京・明治神宮外苑で開催される花火大会。ぴあ・日刊スポーツホールディングスが主催している。

## 大会綱要
第1回は1980年（昭和55年）8月1日に明治神宮鎮座60年記念として神宮球場で開催され、球場バックスクリーン横から打ち上げられる3000発の花火、110mのナイアガラ花火に、当日詰め掛けた多くの観客が酔いしれた。以後、毎年の恒例となり、神宮球場をはじめ、秩父宮ラグビー場、軟式球場の3会場で開催されている。隅田川花火大会と並ぶ東京の代表的な花火大会のひとつでもある。
打ち上げ花火は、1981年（昭和56年）の第2回から（開催中止の年を挟んで）約38年間神宮第二球場から打ち上げてきた。また仕掛け花火は神宮球場で披露される（レフト外野席の一部分を利用。他会場でもスクリーンで上映）。総打ち上げ数は例年約10,000発だが、節目の年（『○回記念』『日刊スポーツ創刊○周年』など）の記念大会の場合は10,000発以上になることもある。2009年（平成21年）以降は最多となる12,000発が打ち上げられている。なお2019年（令和元年）の第40回では軟式球場からの打ち上げとなり、これと入れ替わる形で第二球場が会場に加わり、これに伴う形で花火の見える位置が大幅に変更された。
毎年、4会場延べ15万人前後が来場する人気の花火大会だが、神宮外苑周辺の花火見物可能エリアを含むと100万人前後に達する。
花火大会としては珍しく都心部で行われるため、神宮外苑周辺から1km以内にある住宅やマンション、ビルなどからも観覧することが可能。
本大会で打ち上げる花火にはそれぞれ協賛スポンサーがつく。なお主催である日刊スポーツ提供の花火は最後に打ち上げられる。
正式名称は「日刊スポーツ主催 （西暦）神宮外苑花火大会」だが、節目の年（「○回記念」「明治神宮創建○周年」「日刊スポーツ創刊○周年」など）にはタイトルの一部分が変更される。
東日本大震災のあった2011年（平成23年、第32回）以降は被災地復興支援のチャリティー大会となり「東日本大震災復興チャリティー」をタイトルに追加、大会キャッチコピーも「日本を元気にする花火」となり、以後毎年使用している。さらに2016年（平成28年、第37回） は熊本地震が発生したことから、同年より追加タイトルが「東日本大震災・熊本地震復興チャリティー」に改められた。なお、入場料収益の一部は東日本大震災および熊本地震の被災地に義捐金として寄贈される。
2020年東京オリンピック・パラリンピックの開催（2020年開催予定を1年延期）を控え、2014年より国立競技場が改築工事に入ったため（2019年に完成）、2015年より神宮、秩父宮、軟式球場の3会場を中心に開催してきたが、2019年のみ上述の打ち上げ場所変更に伴い、軟式球場と入れ替わりで第二球場が正式な会場となった。
初開催から40周年の節目の2020年（令和2年）は元々東京五輪・パラ大会が予定されていた関係で、当初より8月は開催しない事になっていたため、その後の開催の目途が立ち次第改めて告知する事を公式サイトにてアナウンスしていた が、新型コロナウイルスの感染拡大の影響により、プロ野球の試合日程が変更となった事なども関係し、2020年は最終的に開催が見送られた。また、東京五輪・パラ大会が開催された2021年（令和3年）も同様に開催はなくなり、これにより2年連続で開催されない格好となった。ただ、2022年（令和4年）については開催される予定だが、今後の明治神宮地区の再開発 進捗の関係などもあり、花火大会自体の存廃も含めて動向は不明である。

### アトラクション
花火以外のアトラクションとして、各会場とも花火打ち上げ前に大物ゲストが出演してライブパフォーマンスを行う。出演者はJ-POPをはじめアイドル、歌謡曲、演歌、ラテン系、K-POPなど幅広いジャンルのアーティストが出演している。音楽ライブの他、チャリティーセレモニー等が催されるほか、各協賛社のCMに出演するタレントが特別出演することもある。
初代の総合司会はフリーアナウンサーの宮田輝（元NHKアナウンサー）が務め、その後落語家の三遊亭楽太郎（現・6代目三遊亭円楽）や、フリーアナウンサーの志生野温夫（元日本テレビアナウンサー）、お笑いタレントの松村邦洋 らが務めた。2014年（第35回）からはフリーアナウンサーの辻よしなり（元テレビ朝日アナウンサー、2015年を除く）が務めている。
また、日刊スポーツと同じ朝日新聞系列のテレビ朝日も後援に係わっている観点から、同局のアナウンサーも司会を務めている。2016年（第37回）は同じく後援に関わっている文化放送の女性アナウンサーユニット「JOQgiRl」が務めた。
神宮球場ではすべての花火打ち上げ終了後にスペシャルステージが行われ、他の各会場でもモニターで上映される。また、軟式球場では独自にアフターライブが行われる。
また、国立競技場の改築工事に伴い、代わって、2014年（第35回）の開催前日（8月15日）には神宮球場にて前夜祭が行われた。前夜祭にはMAX、水谷千重子らが出演したほか、仕掛け花火等も披露された（詳細はこちらを参照）。さらに2015年（第36回）より、秩父宮ラグビー場では独自のアトラクションをやめ、神宮球場の模様を同時中継している（その前に2011年（第32回）は東日本大震災の影響から軟式球場ではアトラクションを自粛し、神宮球場の同時中継を行った）。

### 来場者プレゼント
各会場では来場者全員にうちわが配布される。2011年まではうちわに抽選番号が記載されており、花火大会終了後、豪華プレゼントの抽選会を行うのが恒例だったが、2012年からは方式を変更し、手持ちの半券に印刷されている各会場の座席番号から抽選を行っている。なお、抽選番号は花火大会翌日の日刊スポーツ紙面に掲載されるほか、公式ホームページにも掲載している（2012年〜2014年まで掲載した後休止していたが、2018年より再開）。
軟式球場では日刊スポーツ特製のオリジナルレジャーシートが配布される。
この他、神宮球場では、協賛スポンサーの製品が来場者に配布される。
- 2008年（第29回）までDHCが特別協賛しており、同社のコスメの試供品なども配られていた。
- 2010年（第31回）はコーセーが協賛に参加、来場者にメンズケアコスメの試供品が配布された。
- 2011年（第32回）より日清食品が協賛に参加、来場者に日清食品製品各1食がプレゼントされている[注 7]。
- 2018年（第39回）はスクウェア・エニックスが協賛に参加、来場者に同社のオンラインゲーム『ファイナルファンタジー ブレイブエクスヴィアス』のオリジナルうちわが配布された[3]。

## 開催時期など
- 基本的には8月中旬に行われるが、神宮球場で行われるプロ野球・東京ヤクルトスワローズの主催試合との関係上、年度によっては開催が8月上旬か下旬になることもある。
- 開催日は5月下旬に日刊スポーツ（東京本社版）紙面やホームページなどで発表。前売チケットはプレイガイドにて6月中旬もしくは下旬から発売される。

チケット発売について
ぴあが共催している関係から、現在はチケットぴあによる独占発売となっている。
開催当日の天候について
小雨の場合は予定通り開催される。ただし、台風などを伴う荒天の場合は翌日に順延となり、翌日も荒天の場合は、その年は中止となる。なお、開催の可否については当日正午に公式サイトなどで告知される。
雨天時、会場内での傘の使用は原則として不可のため、レインコートの持参が必須となる。

## 主催など
（2025年現在）
- 主催：日刊スポーツホールディングス、ぴあ
- 協力：鈴乃屋 ※司会者などが着用する浴衣は鈴乃屋の協力による。
- チケット取扱い：ぴあ

過去
- 共催：一般社団法人LIGHT UP NIPPON[4]
- 後援：テレビ朝日（2016年まで）、TOKYO FM、TBSラジオ（2017年）
- 協力：りそなカード、ほか

## チャリティー寄贈先
本花火大会における寄付金は東京善意銀行、新宿区、渋谷区を通じて社会福祉施設へ寄贈される。

## 会場・アクセス

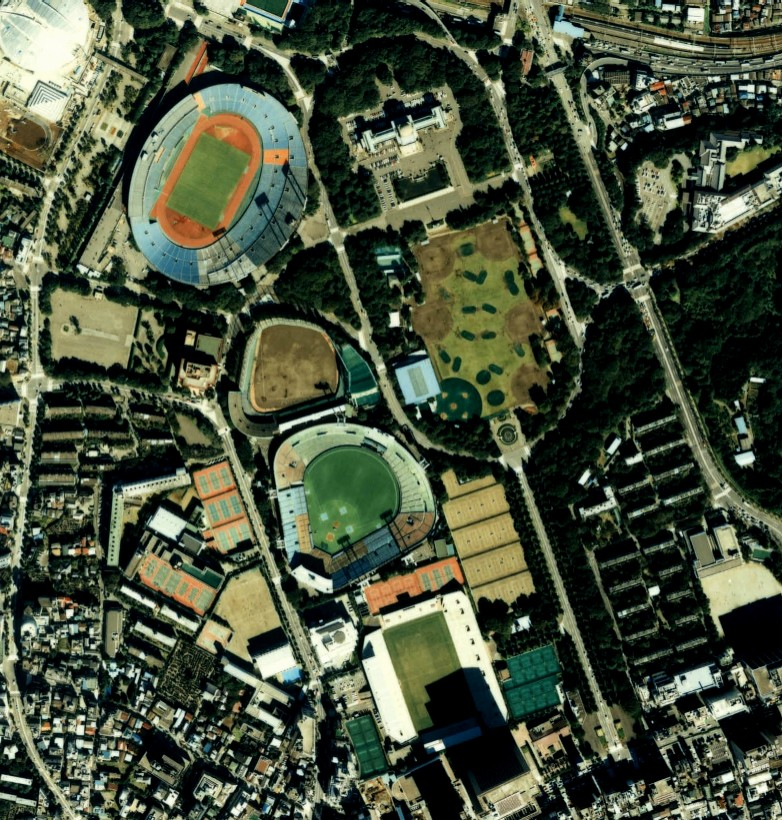
花火大会が開催される神宮外苑とその周辺

- 明治神宮野球場（定員31,000名） - 本大会のメイン会場。仕掛け花火もこの会場で行われる。
- 秩父宮ラグビー場（定員15,000名）
- 神宮第二球場（定員5,000名前後） - 2019年より（前年までは花火打ち上げ場所だった）
- 東京体育館敷地内
- 聖徳記念絵画館前「ドイツガーデン」 - 2012年より

過去の会場
- 旧・国立霞ヶ丘陸上競技場 - 2013年まで。東京オリンピックに伴う建て替え工事のため終了した。
- 明治神宮外苑軟式グラウンド（定員25,000名） - 2018年まで（→花火打ち上げ場所に変更）

### 最寄駅
- 東日本旅客鉄道（JR東日本）中央本線
  - 信濃町駅、千駄ケ谷駅、代々木駅
- 東京メトロ銀座線
  - 外苑前駅、青山一丁目駅、表参道駅
- 都営地下鉄大江戸線国立競技場駅

### 交通規制
- 当日は昼過ぎから花火大会終了1時間後まで、会場周辺地域の交通規制を行っており、原則として車両は通行止めになる[5]。また、当日は会場周辺の最寄駅が来場客の行き帰りの際に大変な混雑となる。
- また、聖徳記念絵画館前の区道が封鎖され、絵画館前エリアでの観覧が不可となる[注 8]。

## スポンサー協賛
本大会で打ち上げる花火や仕掛け花火のほか、プレゼントの提供などでスポンサーがつく。以下は主なスポンサー。
主なスポンサー（2019年現在）
- キリンビール
- ヤクルト本社
- 明治記念館
- 日清食品
- 日本総業
- ゼンショー（すき家名義）
- 第一興商
- タカラレーベン
- NTTぷらら（2017年より「大阪チャンネル」名義で協賛）
- キャンメイク

ほか
これまでのスポンサー
- DHC（特別協賛、〜2008年）
- 旭化成
- 日本生命
- P&G（「ファブリーズ」名義で協賛）
- 日本製紙
- トーシンパートナーズ
- 東急百貨店
- アイデム
- KEIRIN
- 聖コーポレーション
- オリックス生命保険
- 日本航空
- 全日本空輸
- 東芝ライテック
- カカクコム
- BeeTV
- NIPPO
- サイバードグループ
- 鈴乃屋
- りそなカード
- メディケア生命
- マイナビ
- インテリジェンス
- カーコンビニ倶楽部
- アイダ設計
- 日本アムウェイ
- TBSテレビ（世界陸上開催年のみ、中継番組の名義で協賛）[注 44]
- マカオ政府観光局
- コスモ石油マーケティング
- 日本宝くじ協会（2017年に「サマージャンボ宝くじ」名義で協賛）
- レインズインターナショナル（牛角名義）
- キャンシステム
- uP!!!（KDDI・ぴあ共同運営によるエンタメサイト）
- グライド・エンタープライズ（「LULULUN」名義）
- Donuts（「MixChannel」名義）
- アイガー
- 東急不動産ホールディングス
- 関越物産
- FANLINE
- EDWIN

ほか

## 各メディアでの取り扱い
メディアでの取り扱いは様々だが、媒体によって異なる。
主催の日刊スポーツ、テレビ朝日などといった朝日系列メディアが主に取り上げているが、神宮球場を本拠地とする東京ヤクルトスワローズとの関係や、後援に文化放送とニッポン放送も加わっているためか、両局が入るフジサンケイグループ（フジ・メディア・ホールディングス）の産経新聞（サンケイスポーツ）・フジテレビでも大きく取り上げることがある。

### 新聞
一般の花火大会では社会面や地域面で写真付き（カラー、紙面によってはモノクロ）で取り上げることがあるが、本大会は芸能人が出演することから、スポーツ新聞の芸能面で多く扱われる傾向になる。特に日刊スポーツは主催者であることから、ページ数を割いて紹介することがある。
また、出演者第1次決定の際には日刊スポーツが独占して掲載する。

### 雑誌
毎年7月ごろに発売の情報誌（首都圏向けタウン誌など）の花火特集にて、大会の基本情報のほか、花火を観賞するためのベストスポットや、場所取り、近隣の店についての情報を掲載している。また、チケット情報や出演者の情報を掲載する雑誌もある。

### テレビ
一般の花火大会では当日夜から朝にかけてニュース番組で取り上げることがあるが、本大会はショー形式であるうえ、翌日の情報・ワイドショー番組の芸能情報枠を中心に取り上げる。また、会場および周辺の情勢（近隣住民や警備の密着企画など）をニュース・ワイドショー番組で特集することもある。
放送する局・番組によっては、取扱い方が異なる。また、夏季オリンピック開催年は五輪との兼ね合いにより芸能枠が縮小され、特に開催期間と重複する場合は紹介を見送る場合もある。
本大会のテレビ中継番組は現在はないが、BSデジタル放送のBS朝日で開局初年度の2001年のみ神宮球場から生中継されたことがある。しかし翌年以降は『全国高校野球選手権大会中継』（ABC制作）との兼ね合いや権利料の問題などから行っていない。なお、2015年は同業者のBS11がスポンサー協賛に加わったが、同局では中継しなかった（これもBS朝日と同様権利料の問題などが理由）。

### ラジオ
当日開催の可否について、文化放送、ニッポン放送、TOKYO FM、J-WAVEの放送内で告知する。

### インターネット
主催者である日刊スポーツ新聞社がオフィシャルサイトを設けているほか、花火関連のサイトではたいてい紹介されている。また、2010年のみニコニコ生放送にて生中継を行った。

## DVD
- 「virtual fireworks EDO HANABI 神宮外苑花火大会」（ポニーキャニオン HKBN-10001、2004年10月20日発売）
- 「マツケンサンバII 振り付け完全マニュアルDVD」（ジェネオンエンタテインメント GNBL-1011、2004年12月15日発売）- 2004年の軟式球場での松平健の「マツケンサンバII」ステージを収録。

## その他
- 神宮球場でのプロ野球公式戦で、ホームランが多く出る試合になると、ファンの間で「神宮花火大会」と呼ばれることがある。なお、神宮での東京ヤクルトスワローズ主催試合で、7月下旬（オールスター戦終了後）〜8月に行われるナイトゲームを「神宮花火ナイター」として開催、5回裏終了後に300発の花火打ち上げを行う[26]。

## ギャラリー
- 神宮球場の仕掛け花火
- 神宮球場の打ち上げ花火
- 神宮球場のスタンドから打ち上げられる花火
- 軟式球場から見た神宮球場からの花火
- 軟式球場から見た打ち上げ花火
- 軟式球場から見た打ち上げ花火